# Ézy-sur-Eure

Ézy-sur-Eure este o comună în departamentul Eure, Franța. În 1 ianuarie 2022 avea o populație de 3.653 de locuitori.